# Landsendorf

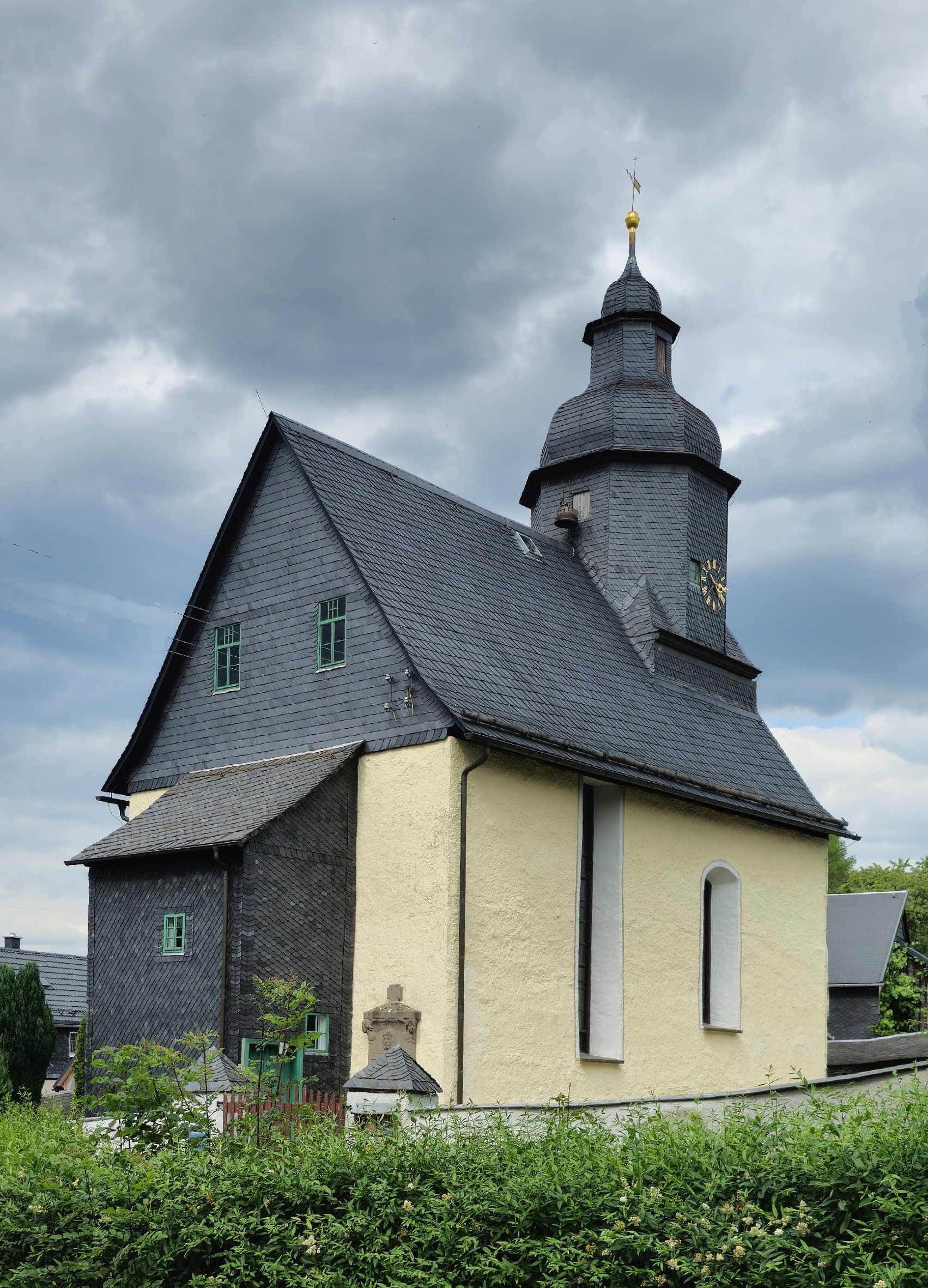
Kirche von Landsendorf

Landsendorf ist ein kleines Dorf inmitten des Thüringer Schiefergebirges mit ca. 130 Einwohnern. Es ist ein Ortsteil der Stadt Leutenberg im Landkreis Saalfeld-Rudolstadt.

## Geografie
Der Ort befindet sich östlich von Leutenberg auf einer Anhöhe zwischen Ilmbach und Wilschnitz.

## Geschichte
Landsendorf wurde um 1100 gegründet. Die urkundliche Ersterwähnung fand am 30. April 1417 statt. Der Ort gehörte zur Grafschaft Schwarzburg-Leutenberg und nach dessen Erlöschen von 1564 bis 1918 zur Oberherrschaft der Grafschaft bzw. des Fürstentums Schwarzburg-Rudolstadt.

## Wappen
Das Ortswappen zeigt sieben Jugendliche, die um eine Dorflinde tanzen.

## Kulturdenkmal
Die 1674 erbaute Kirche des Ortes ist als Kulturdenkmal eingetragen
(siehe auch Liste der Kulturdenkmale in Leutenberg).